# Anolis alumina
Anolis alumina – gatunek jaszczurki z rodziny Anolidae. Endemit wyspy Haiti.

## Systematyka
Gatunek zaliczany jest do rodzaju Anolis, który umieszcza się obecnie w monotypowej rodzinie Anolidae. W przeszłości rodzaj ten zaliczano jednak do rodziny legwanowatych (Iguanidae).

## Rozmieszczenie geograficzne
Jaszczurka ta należy do endemitów, żyje jedynie w południowej części wyspy Haiti, zarówno na terenach należących do państwa Haiti, jak i Dominikany. Jej zasięg występowania szacuje się na 4874 km².

## Siedlisko
Jest to gatunek sucholubny. Zasiedla różnorodne środowiska. IUCN wymienia tutaj między innymi gęstą trawę i skaliste obszary sawanny porośniętej sosnami.

## Zagrożenia i ochrona
W Czerwonej księdze gatunków zagrożonych IUCN Anolis alumina jest klasyfikowany jako gatunek bliski zagrożenia (NT, ang. Near Threatened).
Jaszczurka ta jest lokalnie pospolita.
Gatunkowi lokalnie zagraża utrata środowiska naturalnego spowodowana wylesianiem związanym z rozwojem rolnictwa, pozyskiwaniem drewna i wytwarzaniem węgla drzewnego. IUCN wymienia jej obecność w obrębie parków narodowych Jaragua i Sierra de Bahoruco. Wymieniona organizacja dostrzega potrzebę prowadzenia dalszych badań w celu lepszego poznania gatunku.